# Uno Palu
Uno Palu (Sindi, 8 de febrero de 1933-15 de enero de 2024) fue un decatleta estonio que compitió representando a la Unión Soviética. 

## Carrera deportiva
En los Juegos olímpicos de 1956 ocupó el 4º puesto. Posteriormente fue subcampeón de Europa en 1958. En 1956 y 1958 fue galardonado con el premio al mejor deportista estonio del año.